# Rajya Sabha

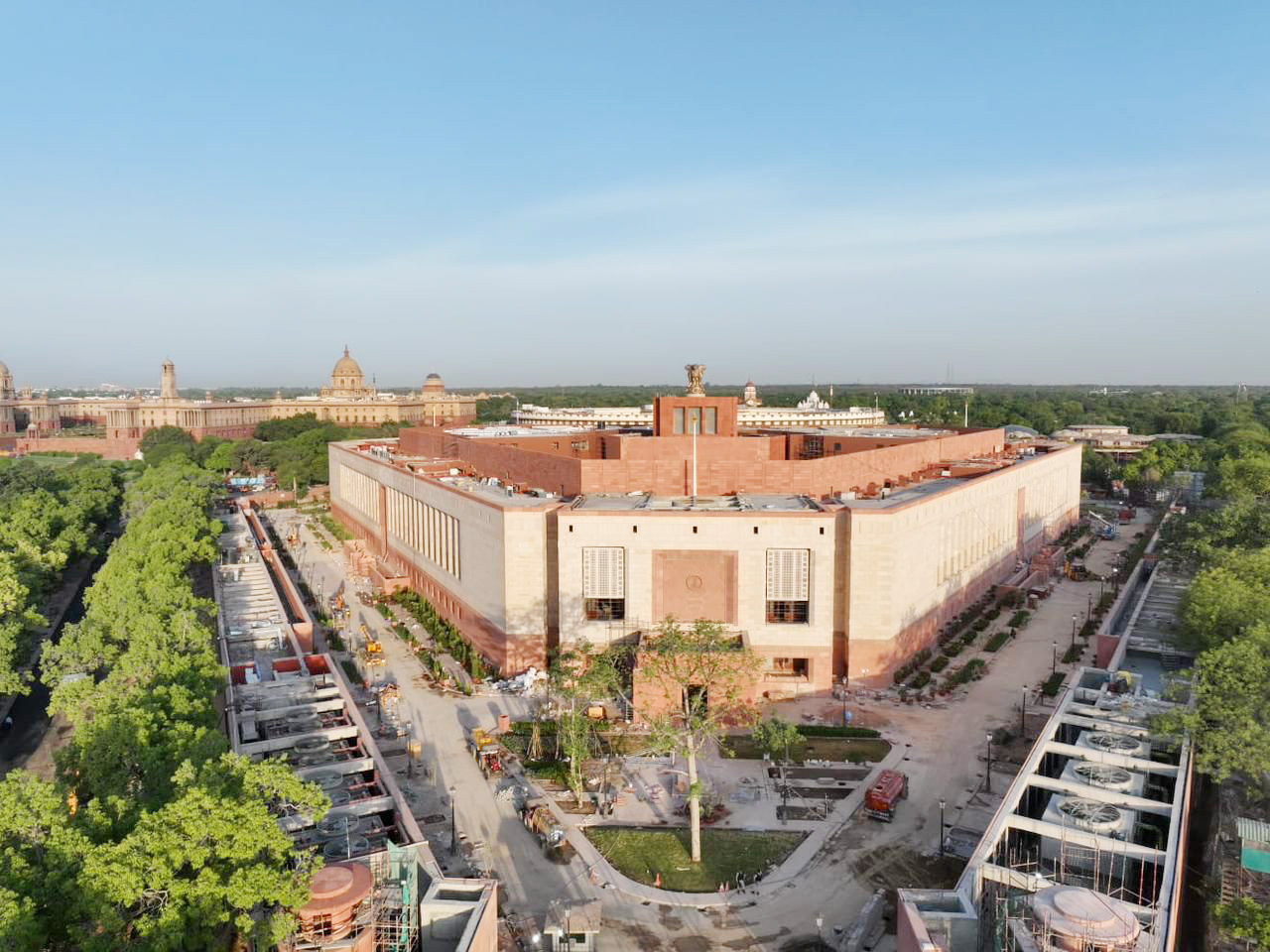
Parlamentsgebäude in Neu-Delhi

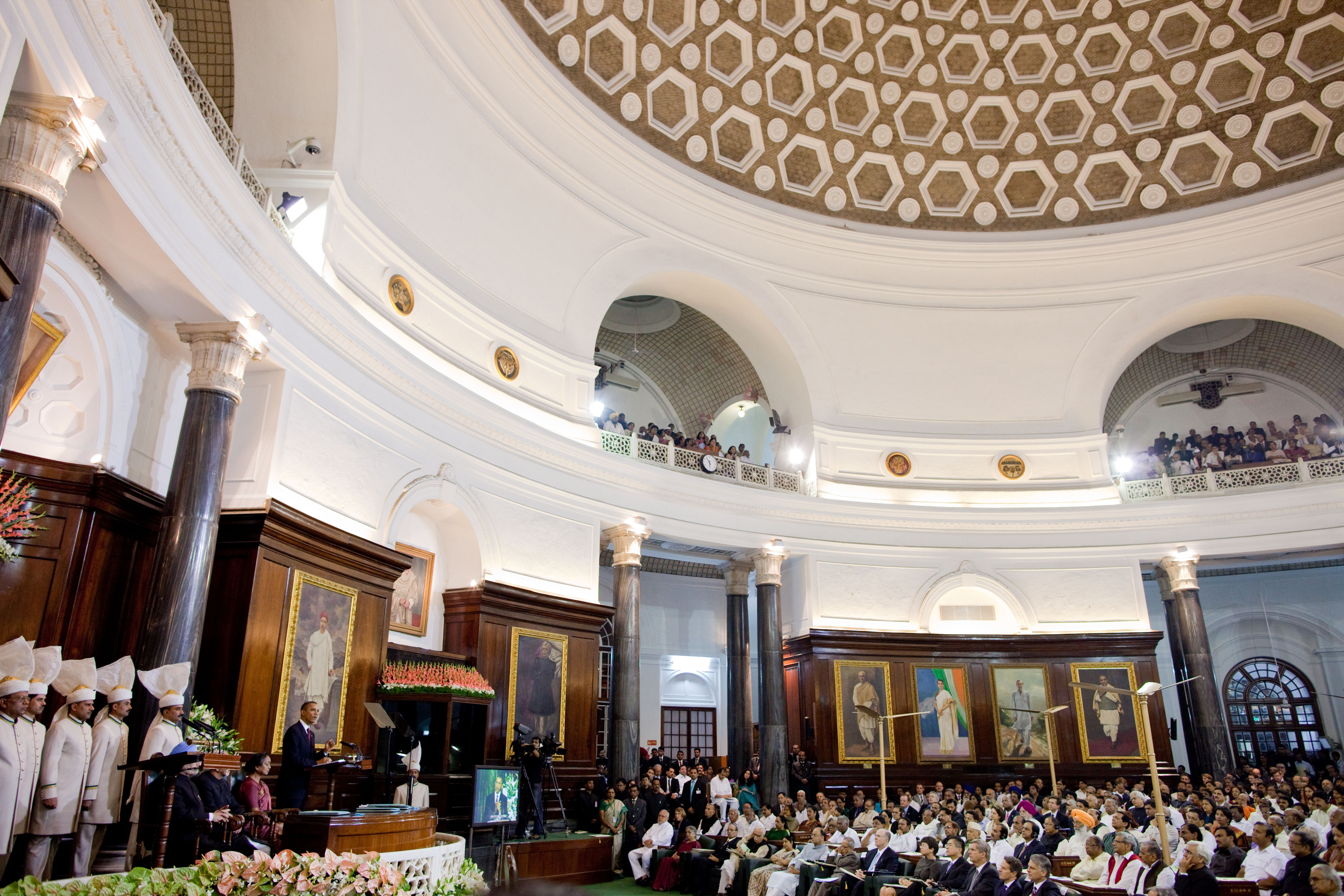
Barack Obama bei einer Ansprache 2010 vor beiden Häusern des indischen Parlaments

Die Rajya Sabha (Hindi राज्य सभा rājya sabhā [ˈrɑːdʒjʌ ˈsʌbʱɑ] „Staatenversammlung“) ist die zweite Kammer des indischen Parlamentes. Sie bildet somit zusammen mit der ersten Kammer – der Lok Sabha – die Legislative des Staates. Die Abgeordneten der Rajya Sabha werden indirekt durch die Parlamente der Bundesstaaten und einiger Unionsterritorien gewählt, einige wenige werden auch direkt durch den Staatspräsidenten ernannt. Nominell sind beide Häuser gleichgestellt. In Fragen der Haushaltspolitik allerdings genießt die Lok Sabha ein Vorrecht. Bei unauflösbaren Unstimmigkeiten zwischen beiden Kammern gibt es eine gemeinsame Sitzung, was jedoch nur äußerst selten vorkommt (bis zum Jahr 2015 ganze drei Mal seit der Unabhängigkeit). Da die Lok Sabha mehr als doppelt so viele Mitglieder hat, hat sie faktisch auch dort die Macht die wesentlichen Politikinhalte zu bestimmen.

## Zusammensetzung, Wählbarkeit und Wahlmodus der Abgeordneten
Nach der indischen Verfassung darf die Rajya Sabha maximal insgesamt 250 Mitglieder umfassen. 12 Mitglieder werden vom Präsidenten Indiens nach ihren Kenntnissen und Fähigkeiten in bestimmten Feldern wie Wissenschaft, soziales Engagement oder Literatur bestimmt. Gegenwärtig umfasst die Rajya Sabha 245 Mitglieder, von denen 233 von den Parlamenten der Bundesstaaten und Unionsterritorien gewählt werden. Die Unionsterritorien Chandigarh, Lakshadweep, Dadra und Nagar Haveli und Daman und Diu sowie Andamanen und Nikobaren sind nicht in der Rajya Sabha vertreten, da sie keine eigenen gesetzgebenden Versammlungen haben.
Die Voraussetzungen für die Wählbarkeit sind in den Artikeln 79 bis 84 der indischen Verfassung festgelegt. Voraussetzung sind der Besitz der indischen Staatsbürgerschaft und ein Mindestalter von 30 Jahren. Die jeweiligen Repräsentanten werden durch die Parlamente der Bundesstaaten nach dem Modus der übertragbaren Einzelstimmgebung (single transferable vote) für die Dauer von 6 Jahren gewählt. In der Verfassung ist festgelegt, dass alle 2 Jahre ein Drittel der Abgeordneten neu gewählt werden soll. Im Gegensatz zur Lok Sabha kann die Rajya Sabha nicht aufgelöst werden. Wird ein Sitz vakant, z. B. durch Rücktritt, Disqualifikation oder Tod des Amtsinhabers, erfolgt eine Nachwahl bzw. Neuernennung. Der neu Gewählte/Ernannte amtiert dann bis zum Ende der Amtszeit seines Vorgängers.
Der indische Vizepräsident ist ex officio Vorsitzender der Rajya Sabha.

## Entstehungsgeschichte und Namensgebung
Die Verfassung Indiens trat am 26. Januar 1950 in Kraft. Sie war in englischer Sprache verfasst und erklärte Indien zum Bundesstaat mit einem aus zwei Häusern bestehenden Parlament, dem „Volkshaus“ (House of the People) und dem „Staatenrat“ (Council of States). In den Anfangsjahren des unabhängigen Indien bestand eine starke Tendenz, die englische Sprache durch Hindi zu ersetzen. Am 14. Mai 1954 erklärte der Sprecher des Volkshauses, dass dieses fortan die Benennung Lok Sabha tragen solle und am 23. August 1954 folgte der Vorsitzende des Staatenrats mit einer Erklärung, dass jener zukünftig Rajya Sabha heißen solle.
| A-Staaten                                                                            | A-Staaten               | B-Staaten | B-Staaten        | C-Staaten                                                                                        | C-Staaten |
| Staat                                                                                | Sitze                   | Staat | Sitze            | Staat                                                                                            | Sitze     |
| ------------------------------------------------------------------------------------ | ----------------------- | --- | ---------------- | ------------------------------------------------------------------------------------------------ | --------- |
| Assam Bihar Bombay Madhya Pradesh Madras Orissa Punjab United Provinces Westbengalen | 6 21 17 12 27 9 8 31 14 | Hyderabad Jammu und Kashmir Madhya Bharat Mysore Patiala and East Punjab States Union Rajasthan Saurashtra Travancore-Cochin Vindhya Pradesh | 11 4 6 3 9 4 6 4 | Ajmer und Coorg Bhopal Bilaspur und Himachal Pradesh Cooch Behar Delhi Kutch Manipur und Tripura | 1         |
| Summe                                                                                | 145                     | Summe | 53               | Summe                                                                                            | 7         |
| 1. 2. 3.                                                                             |                         | |                  |                                                                                                  |           |

Bei Verabschiedung der Verfassung 1949 setzte sich die Rajya Sabha aus 216 Mitgliedern zusammen, von denen 12 durch den Präsidenten benannt und 204 durch die Bundesstaaten gewählt werden sollten. Die Zahl verringerte sich durch die Auflösung des Staates Cooch Behar bis 1950 auf 215.
Die Sitze wurden den Staaten so zugeordnet, dass ein Sitz pro Million Einwohner für die ersten 5 Millionen vergeben wurde, und für darüber hinausgehende Einwohnerzahlen je ein weiterer Sitz pro zwei Millionen Einwohner.
Am 27. März 1952 fanden die ersten Wahlen von Vertretern für die Rajya Sabha in den gesetzgebenden Versammlungen der 27 Bundesstaaten statt. Die 4 Vertreter für Jammu und Kashmir wurden, der verfassungsrechtlichen Sonderstellung dieses Bundesstaats entsprechend, durch die Regierung von Jammu und Kashmir benannt. Ab dem Jahr 1954 wurden diese ebenso wie in anderen Bundesstaaten durch das lokale Parlament gewählt. Am 3. April 1952 konstituierte sich die erste gewählte Rajya Sabha.
Die größte Veränderung in der Zusammensetzung der Rajya Sabha ergab sich, nachdem die (nicht unumstrittene) Entscheidung gefallen war, die indischen Bundesstaaten, deren Grenzen weitgehend noch von denen der Kolonialzeit bestimmt waren, nach ethnisch-linguistischen Gegebenheiten neu zu ordnen. Ein Vorbote hiervon war die Neubildung des Staates Andhra aus Teilen des Staates Madras im Jahr 1953. Im Jahr 1956 wurden mit dem States Reorganisation Act die Grenzen zwischen den Bundesstaaten im größeren Maßstab neu gezogen. Weitere Grenzkorrekturen und Neubildungen von Bundesstaaten bzw. Unionsterritorien folgten. Dadurch änderte sich die Zusammensetzung der Rajya Sabha mit der Zeit. Die Zahl der gewählten Mitglieder liegt seit dem Jahr 1987 bei 233. Die untenstehende Tabelle gibt einen Überblick über die Zusammensetzung im Laufe der Zeit.

## Stimmenverhältnisse im historischen Überblick und derzeitige Zusammensetzung
Die folgenden Tabellen zeigen die Repräsentation der Bundesstaaten und Unionsterritorien in der Rajya Sabha seit dem Jahr 1956 und die aktuelle parteipolitische Zugehörigkeit ihrer derzeitigen Mitglieder.
| Partei            | Abgeordnete |
| ----------------- | ----------- |
| AAP               | 3           |
| AIADMK            | 13          |
| AITC              | 12          |
| BJD               | 8           |
| BJP               | 58          |
| BPF               | 1           |
| BSP               | 5           |
| CPI               | 1           |
| CPM               | 6           |
| DMK               | 4           |
| INC               | 54          |
| INLD              | 1           |
| JKPDP             | 2           |
| JD(S)             | 1           |
| JD(U)             | 7           |
| JMM               | 1           |
| KC(M)             | 1           |
| NCP               | 5           |
| NPF               | 1           |
| RJD               | 3           |
| RPI(A)            | 1           |
| SAD               | 3           |
| SDF               | 1           |
| SP                | 18          |
| SHS               | 3           |
| TDP               | 6           |
| TRS               | 3           |
| YSRCP             | 1           |
| Unabhängige u. a. | 6           |
| Nominierte        | 8           |
| vakant            | 3           |

| Bundesstaat                                    | Stimmen in der Rajya Sabha | Stimmen in der Rajya Sabha | Stimmen in der Rajya Sabha | Stimmen in der Rajya Sabha | Stimmen in der Rajya Sabha | Stimmen in der Rajya Sabha | Stimmen in der Rajya Sabha | Stimmen in der Rajya Sabha | Stimmen in der Rajya Sabha |
| Bundesstaat                                    | 1956                       | 1960                       | 1964                       | 1966                       | 1972                       | 1976                       | 1987                       | 2001                       | 2014                       |
| ---------------------------------------------- | -------------------------- | -------------------------- | -------------------------- | -------------------------- | -------------------------- | -------------------------- | -------------------------- | -------------------------- | -------------------------- |
| Andhra Pradesh                                 | 18                         | 18                         | 18                         | 18                         | 18                         | 18                         | 18                         | 18                         | 11                         |
| Assam                                          | 7                          | 7                          | 7                          | 7                          | 7                          | 7                          | 7                          | 7                          | 7                          |
| Bihar                                          | 22                         | 22                         | 22                         | 22                         | 22                         | 22                         | 22                         | 16                         | 16                         |
| Bombay                                         | 27                         | (aufgelöst)                | (aufgelöst)                | (aufgelöst)                | (aufgelöst)                | (aufgelöst)                | (aufgelöst)                | (aufgelöst)                | (aufgelöst)                |
| Kerala                                         | 9                          | 9                          | 9                          | 9                          | 9                          | 9                          | 9                          | 9                          | 9                          |
| Madhya Pradesh                                 | 16                         | 16                         | 16                         | 16                         | 16                         | 16                         | 16                         | 11                         | 11                         |
| Madras/Tamil Nadu                              | 17                         | 18                         | 18                         | 18                         | 18                         | 18                         | 18                         | 18                         | 18                         |
| Mysore/Karnataka                               | 12                         | 12                         | 12                         | 12                         | 12                         | 12                         | 12                         | 12                         | 12                         |
| Orissa/Odisha                                  | 10                         | 10                         | 10                         | 10                         | 10                         | 10                         | 10                         | 10                         | 10                         |
| Punjab                                         | 11                         | 11                         | 11                         | 7                          | 7                          | 7                          | 7                          | 7                          | 7                          |
| Rajasthan                                      | 10                         | 10                         | 10                         | 10                         | 10                         | 10                         | 10                         | 10                         | 10                         |
| Uttar Pradesh                                  | 34                         | 34                         | 34                         | 34                         | 34                         | 34                         | 34                         | 31                         | 31                         |
| Westbengalen                                   | 16                         | 16                         | 16                         | 16                         | 16                         | 16                         | 16                         | 16                         | 16                         |
| Jammu und Kashmir                              | 4                          | 4                          | 4                          | 4                          | 4                          | 4                          | 4                          | 4                          | 4                          |
| Delhi                                          | 3                          | 3                          | 3                          | 3                          | 3                          | 3                          | 3                          | 3                          | 3                          |
| Himachal Pradesh                               | 2                          | 2                          | 2                          | 3                          | 3                          | 3                          | 3                          | 3                          | 3                          |
| Manipur                                        | 1                          | 1                          | 1                          | 1                          | 1                          | 1                          | 1                          | 1                          | 1                          |
| Tripura                                        | 1                          | 1                          | 1                          | 1                          | 1                          | 1                          | 1                          | 1                          | 1                          |
|                                                |                            |                            |                            |                            |                            |                            |                            |                            |                            |
| Maharashtra                                    |                            | 19                         | 19                         | 19                         | 19                         | 19                         | 19                         | 19                         | 19                         |
| Gujarat                                        |                            | 11                         | 11                         | 11                         | 11                         | 11                         | 11                         | 11                         | 11                         |
| Nagaland                                       |                            |                            | 1                          | 1                          | 1                          | 1                          | 1                          | 1                          | 1                          |
| Pondicherry/Puducherry                         |                            |                            | 1                          | 1                          | 1                          | 1                          | 1                          | 1                          | 1                          |
| Haryana                                        |                            |                            |                            | 5                          | 5                          | 5                          | 5                          | 5                          | 5                          |
| Meghalaya                                      |                            |                            |                            |                            | 1                          | 1                          | 1                          | 1                          | 1                          |
| Mizoram                                        |                            |                            |                            |                            | 1                          | 1                          | 1                          | 1                          | 1                          |
| Arunachal Pradesh                              |                            |                            |                            |                            | 1                          | 1                          | 1                          | 1                          | 1                          |
| Sikkim                                         |                            |                            |                            |                            |                            | 1                          | 1                          | 1                          | 1                          |
| Goa                                            |                            |                            |                            |                            |                            |                            | 1                          | 1                          | 1                          |
| Chhattisgarh                                   |                            |                            |                            |                            |                            |                            |                            | 5                          | 5                          |
| Jharkhand                                      |                            |                            |                            |                            |                            |                            |                            | 6                          | 6                          |
| Uttaranchal/Uttarakhand                        |                            |                            |                            |                            |                            |                            |                            | 3                          | 3                          |
| Telangana                                      |                            |                            |                            |                            |                            |                            |                            |                            | 7                          |
| Summe                                          | 220                        | 224                        | 226                        | 228                        | 231                        | 232                        | 233                        | 233                        | 233                        |
| 1. 2. 3. 4. 5. 6. 7. 8. 9. 10. 11. 12. 13. 14. |                            |                            |                            |                            |                            |                            |                            |                            |                            |

## Konstantes Stimmgewicht seit 1976
Die indische Verfassung (Art. 82) schrieb ursprünglich vor, dass die Verteilung der Sitze auf die einzelnen Bundesstaaten in regelmäßigen Abständen, entsprechend den Ergebnissen der Volkszählungen, neu geordnet werden sollte. 1976 wurde mit dem 42. Verfassungszusatz festgelegt, dass sich die Sitzverhältnisse bis zum Jahr 2001 weiter an den Volkszählungsergebnissen von 1971 zu orientieren hätten. Dieses „Einfrieren“ der Sitzverhältnisse wurde beschlossen, um einen zusätzlichen Anreiz für die Kontrolle des Bevölkerungswachstums zu schaffen. Bundesstaaten mit hohem Bevölkerungswachstum sollten dadurch nicht den Vorteil einer erhöhten politischen Repräsentation erhalten. Seit 1976 ist die Gesamtzahl der Mitglieder der Rajya Sabha daher gleich geblieben (einzige Ausnahme war die Aufnahme Goas als Bundesstaat 1987, wodurch ein Mitglied hinzukam). In den Fällen, in denen seit 1976 neue Bundesstaaten durch Abtrennung von alten geschaffen wurden (dies waren die Bundesstaaten Jharkhand, Uttarakhand, Chhattisgarh und Telangana), mussten die letzteren entsprechend viele Stimmen an die neuen Staaten abgeben.
Mit dem 2002 in Kraft getretenen 84. Verfassungszusatz wurde festgelegt, dass die Sitzverhältnisse in der Rajya Sabha für weitere 25 Jahre konstant (d. h. an den Bevölkerungsverhältnissen von 1971 orientiert) bleiben sollen.